# دانشگاه دولتی بخارا
دانشگاه دولتی بخارا (ازبکی: Buxoro Davlat Universiteti؛ روسی: Бухарский государственный университет) یک دانشگاه دولتی واقع در شهر بخارا در ازبکستان است که در ۱۵ مارس ۱۹۹۲ بنیانگذاری شد.